# فتاة تذهب للمنزل وحيدة في الليل
فتاة تذهب للمنزل وحيدة في الليل (بالفارسية: دختری در شب تنها به خانه می‌رود) فيلم مصاصي دماء إيراني-أمريكي، من إخراج آنا لیلی امیربور.
تدور احداث الفيلم في مدينة إيرانية تدعى المدينة السيئة حول مصاصة دماء وحيدة.

## القصة
في مدينة غامضة مطلة على مكب كبير للقمامة، يعاني الفتى المراهق (آراش) من خضوعه الدائم للديون لأحد موزعي المخدرات، كما يعاني كذلك مع والده المدمن على المخدرات، ويحاول كسب العيش بالعمل كبستاني لدى أسرة ثرية، ولكن ما لا يعرفه هو أن هناك فتاة مصاصة للدماء تعيش في نفس المدينة، وأنها تتغذى على دماء من تعتبرهم أشرارًا.

## روابط خارجية
- فتاة تذهب للمنزل وحيدة في الليل على موقع IMDb (الإنجليزية)
- فتاة تذهب للمنزل وحيدة في الليل على موقع ميتاكريتيك (الإنجليزية)
- فتاة تذهب للمنزل وحيدة في الليل على موقع روتن توميتوز (الإنجليزية)
- فتاة تذهب للمنزل وحيدة في الليل على موقع نتفليكس (الإنجليزية)
- فتاة تذهب للمنزل وحيدة في الليل على موقع قاعدة بيانات الأفلام العربية
- فتاة تذهب للمنزل وحيدة في الليل على موقع ألو سيني (الفرنسية)
- فتاة تذهب للمنزل وحيدة في الليل على موقع Turner Classic Movies (الإنجليزية)
- فتاة تذهب للمنزل وحيدة في الليل على موقع أول موفي (الإنجليزية)
- فتاة تذهب للمنزل وحيدة في الليل على موقع بوكس أوفيس موجو (الإنجليزية)
- فتاة تذهب للمنزل وحيدة في الليل على موقع فيلمافينيتي (الإسبانية)